# Guy Pigier
Pour les articles homonymes, voir Pigier (homonymie).
Guy Pigier est un patineur artistique français. Il a été quatre fois champion de France dans deux catégories différentes (en individuel et en couple artistique).

## Biographie

### Carrière sportive
Guy Pigier est un patineur français des années 1940. Il est le fils d'un diplomate français et patine en couple avant la Seconde Guerre mondiale avec Soumi Sakamato, la fille d'un diplomate japonais. En couple sur la glace, ils tombent amoureux et remportent le titre aux championnats de France de 1939. Mais avec le début de la guerre, le père de Soumi Sakamoto la ramène au Japon en 1940, mettant fin à la relation et au partenariat sportif. L'historienne française du patinage Jeanine Hagenauer a tristement remarqué: "La guerre est venue entre les enfants amoureux."
Pendant la guerre, il doit choisir une nouvelle partenaire parmi toutes les patineuses parisiennes. Son choix se porte sur Denise Fayolle avec qui il patine en 1942 lors des seuls championnats nationaux organisés pendant le second conflit mondial. Après la guerre ils participent ensemble en 1947 aux championnats d’Europe à Davos et aux championnats du monde à Stockholm où ils se sont classés respectivement 4e et 7e.
Guy Pigier pratique également le patinage artistique en individuel et obtient deux autres titres nationaux en 1947 et 1948. Par contre, il ne participe jamais aux grands championnats dans la catégorie individuelle. Il ne participe également jamais aux Jeux olympiques d'hiver.

## Palmarès
En couple artistique, Guy Pigier a eu deux partenaires:
- Soumi Sakomoto (1939)
- Denise Fayolle (1942-1947)

| Compétitions en Individuel                                         | 1939 | 1940 | 1941 | 1942 | 1943 | 1944 | 1945 | 1946 | 1947 | 1948 |  |  |  |  |
| Jeux olympiques d'hiver                                            |      | JA   |      |      |      | JA   |      |      |      |      |  |  |  |  |
| Championnats du monde                                              |      | CA   | CA   | CA   | CA   | CA   | CA   | CA   |      |      |  |  |  |  |
| Championnats d’Europe                                              |      | CA   | CA   | CA   | CA   | CA   | CA   | CA   |      |      |  |  |  |  |
| Championnats de France                                             |      | CA   | CA   | 2e   | CA   | CA   | CA   | 3e   | 1er  | 1er  |  |  |  |  |
|                                                                    |      |      |      |      |      |      |      |      |      |      |  |  |  |  |
| Compétitions en Couple                                             | 1939 | 1940 | 1941 | 1942 | 1943 | 1944 | 1945 | 1946 | 1947 | 1948 |  |  |  |  |
| Jeux olympiques d'hiver                                            |      | JA   |      |      |      | JA   |      |      |      |      |  |  |  |  |
| Championnats du monde                                              |      | CA   | CA   | CA   | CA   | CA   | CA   | CA   | 7e   |      |  |  |  |  |
| Championnats d’Europe                                              |      | CA   | CA   | CA   | CA   | CA   | CA   | CA   | 4e   |      |  |  |  |  |
| Championnats de France                                             | 1er  | CA   | CA   | 1er  | CA   | CA   | CA   |      | 2e   |      |  |  |  |  |
| Légende : JA = Jeux olympiques annulés ; CA = Championnats annulés |      |      |      |      |      |      |      |      |      |      |  |  |  |  |

## Sources
- Le Patinage de Raymonde du Bief, éditions Vigot Frères, 1948
- Le livre d'or du patinage d'Alain Billouin, éditions Solar, 1999